# Ängelholms IF
Ängelholms IF, ÄIF, är en idrottsförening i Ängelholm. Föreningen grundades 1905 och innefattade då både fotboll och friidrott. Klubbens fotbollsversamhet hade sin storhetstid på 1930-talet då klubben spelade i division II. Fotbollssektionen drog sig dock ur klubben år 1976 och bildade genom sammanslagning med ett annat Ängelholmslag Ängelholms FF.
ÄIF arrangerar årligen friidrottstävlingar och motionslopp som Ängelholmsspelen och Änglamilen.